# Râul Buda, Borșa
Râul Buda este un curs de apă, afluent al râului Borșa. 